# Èvres
Èvres ist eine französische Gemeinde mit 89 Einwohnern (Stand: 1. Januar 2022) im Département Meuse in der Region Grand Est. Sie gehört zum Arrondissement Bar-le-Duc und zum Kanton Dieue-sur-Meuse.

## Geographie
Im nordöstlichen Gemeindegebiet entspringt der Bach Evre, der hier noch Marque genannt wird.
Nachbargemeinden sind Nubécourt im Nordosten, Beausite im Südosten, Pretz-en-Argonne im Süden, Vaubecourt im Südwesten, Seuil-d’Argonne im Westen Foucaucourt-sur-Thabas im Nordwesten.

## Bevölkerungsentwicklung
| Jahr      | 1962 | 1968 | 1975 | 1982 | 1990 | 1999 | 2008 | 2019 |
| --------- | ---- | ---- | ---- | ---- | ---- | ---- | ---- | ---- |
| Einwohner | 150  | 135  | 116  | 109  | 97   | 94   | 88   | 89   |

## Sehenswürdigkeiten
- Kirche Saint-Evence